# Hamacantha mindanaensis
Hamacantha mindanaensis är en svampdjursart som beskrevs av Wilson 1925. Hamacantha mindanaensis ingår i släktet Hamacantha och familjen Hamacanthidae.
Artens utbredningsområde är Filippinerna. Inga underarter finns listade i Catalogue of Life.